# Leopold Ordenstein
Leopold Ordenstein (ur. 23 lipca 1835 w Offstein, zm. 16 lipca 1902 w Paryżu) – niemiecki lekarz. 

## Życiorys
Syn Hony Mosesa (1802–1871), który później zmienił nazwisko na Ordenstein, i Gertraudy Herzog. Był drugim z sześciorga rodzeństwa, miał dwóch braci i trzy siostry. W latach 1848–1854 uczęszczał do gimnazjum w Wormacji. Po odbyciu służby wojskowej rozpoczął studia na Uniwersytecie w Giessen. Po ukończeniu studiów pracował w laboratorium Konrada Eckharda. W 1859 roku wyjechał do Francji na dalsze studia. W 1868 roku przedstawił w Paryżu dysertację doktorską Sur la paralysie agitante et la sclérose en plaques généralisée, uważaną za jeden z pierwszych opisów anatomopatologicznych zmian w stwardnieniu rozsianym; jako pierwszy odróżnił tę chorobę i chorobę Parkinsona. 
15 lipca 1902 roku podczas podróży pociągiem do Wersalu, Ordenstein został napadnięty i obrabowany przez nieznanego sprawcę. Zmarł następnego dnia w paryskim Hospital Beaujon z powodu zapalenia otrzewnej wikłającego liczne rany kłute brzucha. Został pochowany na cmentarzu Montparnasse 18 lipca. Nie miał żony ani dzieci. Wspomnienie o nim napisał Johann Hermann Baas.
Jego kuzynem był pianista i nauczyciel muzyki Heinrich Ordenstein.

## Prace
- Über den Parotidenspeichel des Menschen:  Inaugural-Dissertation. Brühl, Giessen 1859
- Sur la paralysie agitante et la sclérose en plaques généralisée. Delahaye, 1868.